# The Lone Ranger and the Lost City of Gold

The Lone Ranger and the Lost City of Gold (1958) es una película del género western protagonizada por Clayton Moore y Jay Silverheels y dirigida por Lesley Selander. Es el segundo de los dos largometrajes producidos después de la serie de televisión que terminó en 1957. También es la última película en que Clayton Moore interpretó a The Lone Ranger.

## Argumento
Una banda de forajidos encapuchados siembra el terror en una comunidad indígena, donde tres indios fueron asesinados para robarles un medallón de plata a cada uno. Unidos, esos medallones unidos forman un mapa que llevará a quien lo posea a la ciudad perdida del oro. El Llanero Solitario llega con su amigo Toro para detener a los forajidos y recuperar el oro.

## Elenco
| Actor           | Rol                     |
| --------------- | ----------------------- |
| Clayton Moore   | The Lone Ranger         |
| Jay Silverheels | Toro                    |
| Douglas Kennedy | Ross Brady              |
| Charles Watts   | Sheriff Oscar Matthison |
| Noreen Nash     | Sra. Henderson          |
| Ralph Moody     | Padre Esteban           |
| Lisa Montell    | Paviva                  |
| John Miljan     | Jefe Tomache            |
| Dean Fredericks | Dr. James Rolfe         |
| Maurice Jara    | Redbird                 |
| Lane Bradford   | Wilson                  |
| William Henry   | Travers                 |

## Enlace
- Datos: Q7748087